# 杨光远
杨光远（？—944年），字德明，本名阿檀，五代十国后唐、后晋将领。沙陀人。开始在后唐庄宗时为幽州马步军都指挥使。因为“檀”字包含了后唐明宗李亶的名讳，他改名杨光远。
石敬瑭叛唐，他随张敬达前去讨伐，被契丹围困在晋安寨几个月，于是杀死张敬达降晋。石敬瑭封他为宣武军节度使，天福二年（937年）杨光远进献助国钱给后晋朝廷，这就是后来被误认为契丹钱的助国、壮国元宝。他为官穷奢极欲、杀人如麻。历任天平军节度使、魏博行府节度使、西京留守，出任平卢节度使的时候，勾结契丹叛晋，被後晉出帝派李守貞及符彥卿進攻，在開運元年（944年）11月，杨光远之子楊承勳開青州城投降，杨光远被杀。

## 延伸阅读
[在维基数据编辑]
 《舊五代史/卷97》，出自薛居正《舊五代史》
 《新五代史·卷51》，出自歐陽修《新五代史》